# Sopa de plàstic del Pacífic

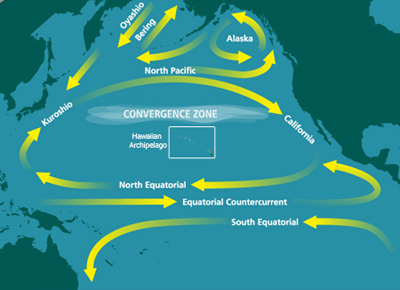
La sopa de plàstic es troba a la deriva septentrional del Pacífic

La sopa de plàstic del Pacífic, també anomenada illa de plàstic o illa d'escombraries, és una zona de l'oceà Pacífic plena de deixalles marines. Es tracta d'un indret on conflueixen diferents corrents marins, a la zona centre nord de l'oceà Pacífic, aproximadament entre les latituds 135° a 155° O i 35° a 42° N. S'estima que té un radi de 1500 km, on s'han trobat plàstics a més de 200 metres de profunditat. Es considera l'abocador de deixalles marí més gran del món.
Es caracteritza per concentracions excepcionalment altes de plàstic suspès i altres deixalles que han estat atrapades pels corrents del Gir septentrional del Pacífic. Tot i la seva grandària i densitat, la sopa de plàstic no és visible des de les fotografies per satèl·lit pel fet que la majoria de plàstics que contaminen aquest punt de l'oceà són diminuts, sovint microscòpics.

## Descobriment
L'existència de la sopa del plàstic del Pacífic es va predir en un article de 1988 publicat per l'Administració Nacional Oceànica i Atmosfèrica (NOAA) dels Estats Units. La predicció es basava en els resultats obtinguts per diversos investigadors amb base a Alaska, entre 1985 i 1988, que van trobar plàstic neustònic a l'Oceà Pacífic septentrional. Aquesta investigació va trobar una alta concentració de deixalles marines en les regions regides per determinats patrons dels corrents oceànics.
Extrapolant els resultats trobats al Mar del Japó, els investigadors postulaven que troballes similars es farien en altres parts de l'Oceà Pacífic, on els corrents predominants eren favorables a la creació de masses d'aigua estables, mencionant específicament el Gir septentrional del Pacífic.
L'existència de la taca d'escombraries ha rebut una àmplia atenció del públic i de la comunitat científica després d'haver estat documentada en diversos articles escrits per Charles Moore, amb seu a Califòrnia, capità de vaixell i investigador de l'oceà. Moore, tornant a casa a través del Gir septentrional del Pacífic, després de competir en la Transpac, es va topar amb una enorme extensió de deixalles surant. Moore va alertar l'oceanògraf Curtis Ebbesmeyer de l'existència del fenomen, qui va designar la regió amb el nom d'Eastern Garbage Patch (EGP). La zona apareix amb freqüència en els informes dels mitjans de comunicació com un exemple excepcional de la contaminació marina.

## Formació
Com altres àrees on es concentren les deixalles marines en els oceans mundials, la Sopa de plàstic del Pacífic s'ha format gradualment en els últims temps com a resultat de la pol·lució marina aglomerada per l'acció dels corrents. Ocupa una extensa i relativament fixa regió de l'Oceà Pacífic Nord, unida al Gir del Pacífic Nord (una àrea remota comunament coneguda com les Horse Latitudes). La mida de la zona afectada es desconeix, encara que s'estima que va des dels 700.000 km² fins a més de 15 milions de km² (del 0,41% al 8,1% de la mida de l'oceà Pacífic). L'àrea pot contenir prop de 100 milions de tones de deixalles. També s'ha suggerit que la taca podria estar constituïda per dues zones d'escombraries vinculades.
S'ha estimat que el 80% de les escombraries provenen de terra ferma i el 20% restant dels vaixells. Els corrents porten deixalles des de la costa oest de Nord-amèrica cap al Gir en uns cinc anys, i les deixalles de la costa est d'Àsia en un any o menys. Un projecte internacional liderat per Hideshige Takada, de la Universitat de Tòquio, estudia grans de plàstic de platges del món per preveure futures pistes sobre l'origen dels plàstics oceànics, incloent-hi els de la sopa de plàstic del Pacífic.

## Fotodegradació dels plàstics a l'oceà
La sopa de plàstic del Pacífic té un dels més alts nivells de partícules plàstiques suspeses en la superfície de l'aigua, per això és una de les regions oceàniques en què els investigadors han estudiat els seus efectes i l'impacte de la fotodegradació plàstica dels residus flotants sobre la capa de l'aigua. A diferència de les deixalles biodegradables, els plàstics fotodegradables es desintegren en trossos més petits, encara que romanen sent polímers. Aquest procés continua fins a arribar a nivell molecular.
Com les deixalles plàstiques flotants fotodegradables es converteixen en trossos més petits cada vegada, el plàstic arriba a ser d'una mida tan petita que pot ser menjat pels organismes marins que viuen a prop de la superfície de l'oceà. Per tant, aquests residus entren per complet en la cadena alimentària.
En un estudi del 2001 els investigadors van trobar que en certes àrees de la zona, les concentracions de plàstic s'acostaven a un milió per milla quadrada. L'estudi va trobar concentracions de plàstic de 3,3 parts amb una massa de 5,1 mil·ligrams per metre quadrat. En moltes àrees de la regió afectada la concentració de plàstic va ser major a la concentració de zooplàncton en un factor de set. Mostres preses al fons de les columnes d'aigua van trobar nivells baixos de deixalles plàstiques (primàriament monofilaments i xarxes de pesca) confirmant les primeres impressions que deien que la principal concentració de deixalles es trobava a la superfície de la columna.

## Impacte en la vida marina
Les partícules de plàstic flotant s'assemblen al zooplàncton, el qual pot ser consumit accidentalment per les meduses. Moltes de les deixalles de llarga durada acaben en els estómacs de les aus marines i animals de mar, incloent-hi les tortugues i els albatros de potes negres, sent aquestes partícules un risc per a la vida silvestre.
A part dels residus contaminants de l'aigua marina, aquests residus flotants porten altres tipus de contaminants tals com, bifenils policlorats (PCB), DDT (1,1,1-Triclor-2,2-bis(4-clorfenil)-età) i hidrocarburs aromàtics policíclics (HAP o PAH), produint efectes tòxics quan són consumits per error, en alguns casos provocant problemes hormonals en els animals. A més provoquen la colonització d'espècies invasores que viatgen d'un lloc a l'altre enganxats als plàstics.

## Investigació en la neteja
L'abril de 2008, Richard Sundance Owen, un empresari de la construcció i instructor de submarinisme, va crear l'Environmental Cleanup Coalition (ECC) per solucionar el problema de la contaminació del Pacífic Nord. L'ECC col·labora amb altres grups per identificar mètodes per retirar el plàstic i els contaminants orgànics persistents dels oceans. El projecte de JUNK raft va ser un viatge de navegació trans-Pacífic realitzat des del juny fins a l'agost de 2008 per informar del plàstic en la zona, organitzat per l'Algalita Marine Research Foundation.
El Projecte Kaisei és un projecte per estudiar i netejar la brossa del mar llançat el març de 2009. L'agost de 2009, dos bucs d'investigació, el New Horizon i el Kaisei, es van embarcar en un viatge a la recerca de la sopa de plàstic i determinar la viabilitat de la recollida i el reciclatge a escala comercial.
L'expedició SEAPLEX, un grup d'investigadors del Scripps Institution of Oceanography, van estar dinou dies a l'oceà l'agost de 2009 a la recerca de la sopa. El seu objectiu principal va ser descriure l'abundància i distribució de plàstic en els girs en l'estudi més rigorós fins a la data. També els investigadors estaven buscant l'impacte del plàstic en els peixos mesopelàgics, com els mictòfids. Aquest grup van utilitzar un vaixell totalment dedicat a la investigació oceanogràfica, el New Horizon de 52 m de llarg.
En 2012, Miriam C. Goldstein, Marci Rosenberg, i Lanna Cheng van escriure:
La contaminació de plàstic en forma de petites partícules (diàmetre menor a 5 mm) — anomenades microplàstics — han estat trobades en diverses parts del món oceànic. Poden interaccionar amb la biosfera a nivell individual, p.e. a través de la ingestió, però l'impacte dels nivells de contaminació és desconegut. Un mecanisme potencial de l'alteració induïda del microplàstic dels ecosistemes pelàgics és a través de la introducció dels hàbitats de pur substrat a ecosistemes que són poc comuns naturalment. Aquí, veiem que les concentracions de microplàstic en el gir subtropical del Pacífic Nord (North Pacific Subtropical Gyre o NPSG) s'han incrementat en dos ordres de magnitud en les últimes quatre dècades, i que aquest augment ha llançat l'insecte pelàgic Halobates sericeus de la limitació de substrat a la oviposició. Les altes concentracions de microplàstic en la NPSG han resultat en una correlació positiva entre el H. sericeus i el microplàstic, i un increment generalitzat de les densitat d'ous de H. sericeus. La depredació dels ous de H. sericeus i cries recents poden facilitar la transferència d'energia entre poblacions pelàgiques i substrat associat. La dinàmica dels organismes associats al substrat pur pot resultar important per entendre els impactes ecològics de la contaminació de microplàstic oceànic.
L'estudi de Goldstein et al. va comparar els canvis en la poca abundància de plàstic entre 1972-1987 i 1999-2010 utilitzant mostres històriques del Scripps Pelagic Invertebrate Collection i dades del SEAPLEX, un viatge del NOAA Ship Okeanos Explorer en 2010, informació de la Algalita Marine Research Foundation com també de diversos informes publicats.

## The Ocean Cleanup
Boyan Slat va llançar el projecte i empresa The Ocean Cleanup, que dirigeix i que pretén netejar els oceans i sobretot la Sopa de plàstic del Pacífic.
El principi de la neteja dels oceans és la col·locació de barreres flotants en forma de "V" a una profunditat de 3 m. Les barreres retindran els plàstics i altres objectes a la deriva i els conduiran cap a una plataforma d'extracció. Aquesta plataforma, que funciona amb energia solar, recuperarà els materials per la seva evacuació i el seu reciclatge.
El projecte es va popularitzar arran de la seva participació en una conferència TED («How the Oceans can clean themselves», o «Com els oceans poden netejar-se ells mateixos») l'any 2012. Després d'haver guanyat en notorietat, el projecte passa a una fase de prerealització gràcies a un finançament participatiu de 2 milions de dòlars.
Després d'una fase d'experimentació l'any 2017 al mar del Nord destinada a verificar la resistència del projecte a intempèries, el projecte es va posar en marxa el 2018, per tal de lluitar contra la Sopa de plàstic del Pacífic.
El primer dispositiu, anomenat System 001, abandona el port de San Francisco el 10 de setembre de 2018. D'una longitud de 600 m i d'una profunditat de 3 m, ha de recórrer a prop de 450 km per arribar al vòrtex des de Califòrnia, arrossegat pel Maersk Launcher. És posat en marxa el 17 d'octubre de 2018.
Un mes després de la seva posada en servei, es comprova que si el dispositiu en forma de U arriba bé a captar el plàstic, aquest tendeix a sortir de la xarxa, perquè la barrera flotant es desplaça més lentament que els residus. Per posar-hi remei, és previst apartar les extremitats de la barrera, per passar de 60 a 70 metres de distància. El 29 de desembre, un equip d'inspecció comprova que la barrera s'ha trencat, a 18 metres de l'extremitat. L'assaig ha de ser aturat, després d'haver recol·lectat aproximadament dues tones de plàstics.
El setembre de 2019, un nou prototip és posat en marxa al vòrtex de residus del Pacífic nord. L'afegitó d'una àncora i d'un paracaigudes de frenada crea una diferència de velocitat entre els plàstics i la barrera, que permet així recollir els residus sense esforç exterior.